# Karl Rösener (Landrat)
Karl Rösener (* 13. Mai 1843 in Bad Pyrmont; † 12. Dezember 1927 in Bad Arolsen) war ein deutscher Landrat.

## Leben
Karl Rösener wurde als Sohn des Pfarrers Friedrich Rösener (1815–1878) und dessen Ehefrau Emilie Mathilde Albracht geboren und absolvierte nach dem Abitur am Gymnasium Korbach ein Studium der Forstwirtschaft in Aschaffenburg. Nach der ersten forstwissenschaftlichen Prüfung am 9. Oktober 1863 (Note „gut“) leistete er Militärdienst als Einjährig-Freiwilliger beim Füsilier-Bataillon Waldeck. Danach wurde er als Kreisrentmeister in Rhoden vereidigt und zum Jahresbeginn 1868 mit der Verwaltung der fürstlichen Domänen beauftragt. 1869 heiratete er Ida von Waechter, Tochter von Florentin von Waechter, Advokat und Königlich Bayerischer Notar in Aschaffenburg.
Vom 1. Mai 1884 bis zum 30. Juni 1916 bekleidete er das Amt des Landrats im Kreis der Twiste in Arolsen.